# 乌日根塔拉站
乌日根塔拉站位于内蒙古自治区苏尼特右旗乌日根塔拉苏木，是郭查铁路线上的一座四等站，于1971年投入使用。离郭尔奔敖包站37公里，距查干诺尔站9公里，隶属呼和浩特铁路局管辖。客运可办理旅客乘降，不含行李、包裹托运；货运可办理整车、零担货物到发，不办理罐装货物到发。